# 中和 (唐朝)
中和（881年七月—885年三月）是唐僖宗李儇的第三個年號，唐朝使用共计5年。

## 改元
- 廣明二年——七月十一日，改元中和元年。[2][3][4]
- 中和五年——三月十四日，改元光啟元年。[5][6][7]

## 大事記
- 中和四年秋七月，黃巢伏誅。

## 逝世
- 黃巢

## 紀年
| 中和 | 元年  | 二年  | 三年  | 四年  | 五年  |
| ---- | ----- | ----- | ----- | ----- | ----- |
| 公元 | 881年 | 882年 | 883年 | 884年 | 885年 |
| 干支 | 辛丑  | 壬寅  | 癸卯  | 甲辰  | 乙巳  |

## 同期存在的其他政权年号
- 中國
  - 金統（880年－884）：唐朝時期—民變領袖黄巢之年號
  - 貞明（878年－？）：南詔—隆舜之年號
  - 承智（？－？）：南詔—隆舜之年號
  - 大同（？－888年）：南詔—隆舜之年號
- 日本
  - 元慶（877年－885年）：平安時代—陽成天皇、光孝天皇之年號
  - 仁和（885年－889年）：平安時代—光孝天皇、宇多天皇之年號

## 參看
- 中國年號索引